# Ignaz Rudolph Schiner
Pour les articles homonymes, voir Schiner.
Ignaz Rudolph Schiner est un entomologiste autrichien, né le 17 avril 1813 à Fronsburg et mort le 6 juillet 1873 à Vienne.

## Biographie
Il est secrétaire dans un ministère de Vienne. Sa principale publication est la Fauna Austriaca. Die Fliegen (Diptera). Nach der analytischen Methode bearbeitet. C’est lui qui supervise l’édition du Catalogus systematicus dipterorum Europae. W.M.W. Impensis: Societatis Zoologico-Botanicae (1864). Ses collections sont conservées au 
Muséum de Vienne.
Il rédige la partie concernant les diptères du rapport de l'expédition du Novara (1857-1859) intitulé Reise der Österreichischen Fregatte Novara um die Erde, in den Jahren 1857-1859 unter den Befehlen des Commodore B. von Wüllersstorf-Urbair [en français : Voyage de la frégate autrichienne Novara autour du monde, en 1857-1859, sous le commandement du capitaine B. von Wüllerstorf-Urbair.]

## Source
- Traduction de l'article de langue anglaise de Wikipédia (version du 21 juin 2006).